# Manitowaning
Manitowaning är en ort i Kanada.   Den ligger i distriktet Manitoulin District och provinsen Ontario, i den sydöstra delen av landet, 500 km väster om huvudstaden Ottawa. Manitowaning ligger 199 meter över havet.